# Station Sandbach
Sandbach is een spoorwegstation van National Rail in Sandbach, Congleton in Engeland. Het station is eigendom van Network Rail en wordt beheerd door Northern Rail. 